# Ischionodonta versicolor
Ischionodonta versicolor là một loài bọ cánh cứng trong họ Cerambycidae.